# Józef Rybczyk
Józef Rybczyk (ur. 10 października 1912 w Holyoke, zm. 29 maja 1983 w Lublinie) – polski duchowny katolicki, profesor prawa kanonicznego, nauczyciel akademicki Katolickiego Uniwersytetu Lubelskiego.

## Kariera naukowa
W 1921 przyjechał do Polski, uczęszczał do gimnazjum w Pleszewie. Po zdaniu matury w 1931 r. rozpoczął studia na Wydziale Prawa Uniwersytetu Jagiellońskiego. Studia przerwał po pierwszym roku, po czym wstąpił do seminarium duchownego w Kielcach. W czerwcu 1937 przyjął święcenia kapłańskie. Mszę prymicyjną odprawił 22 czerwca w kościele parafialnym w Strzydzewcu. Motto Prowadź mnie, Panie, drogą swą (Ps. 85.). Następnie został skierowany na studia z prawa kanonicznego na KUL, gdzie otrzymał tytuł licencjata. Od jesieni 1940 do końca okupacji pracował jako wikariusz w podkrakowskich Proszowicach. Organizował tajne nauczanie, był też kapelanem w stopniu kapitana w Inspektoracie AK „Maria”, a później w 106. Dywizji Piechoty AK. Redagował i kolportował prasę podziemną. Za pracę w konspiracji otrzymał Krzyż Zasługi z Mieczami. W listopadzie 1946 r. wyjechał do Rzymu na dalsze studia z zakresu prawa kanonicznego. Po powrocie został radcą prawnym w kurii oraz redaktorem „Kieleckiego Przeglądu Katolickiego”, od sierpnia 1948 r. był kurialnym kanclerzem W roku akademickim 1949/50 był zatrudniony na stanowisku zastępcy profesora III Katedry Tekstu Prawa Kanonicznego. Aresztowany przez UB w lutym 1952 został uwolniony w lutym 1955 roku i wrócił na uczelnię.
Habilitował się w 1955 pracą pt. Uzdrowienie małżeństwa w zawiązku".
Od 1 stycznia 1957 roku był kierownikiem III Katedry Tekstu Prawa Kanonicznego, a w latach 1965-1972 p.o. kierownika Katedry Publicznego Prawa Kościelnego i Źródeł Prawa Kanonicznego.
Prorektor KUL w latach 1957-1959. Dziekan Wydziału Prawa Kanonicznego KUL w latach 1962–1974 i 1977-1978.
W 1971 uzyskał tytuł profesora nadzwyczajnego. Za wieloletnią pracę nauczycielską otrzymał Krzyż Kawalerski Orderu Odrodzenia Polski.
Pod jego kierunkiem stopień naukowy doktora uzyskali m.in. Józef Krukowski, Edmund Przekop, Edward Sztafrowski i Wenanty Zubert.

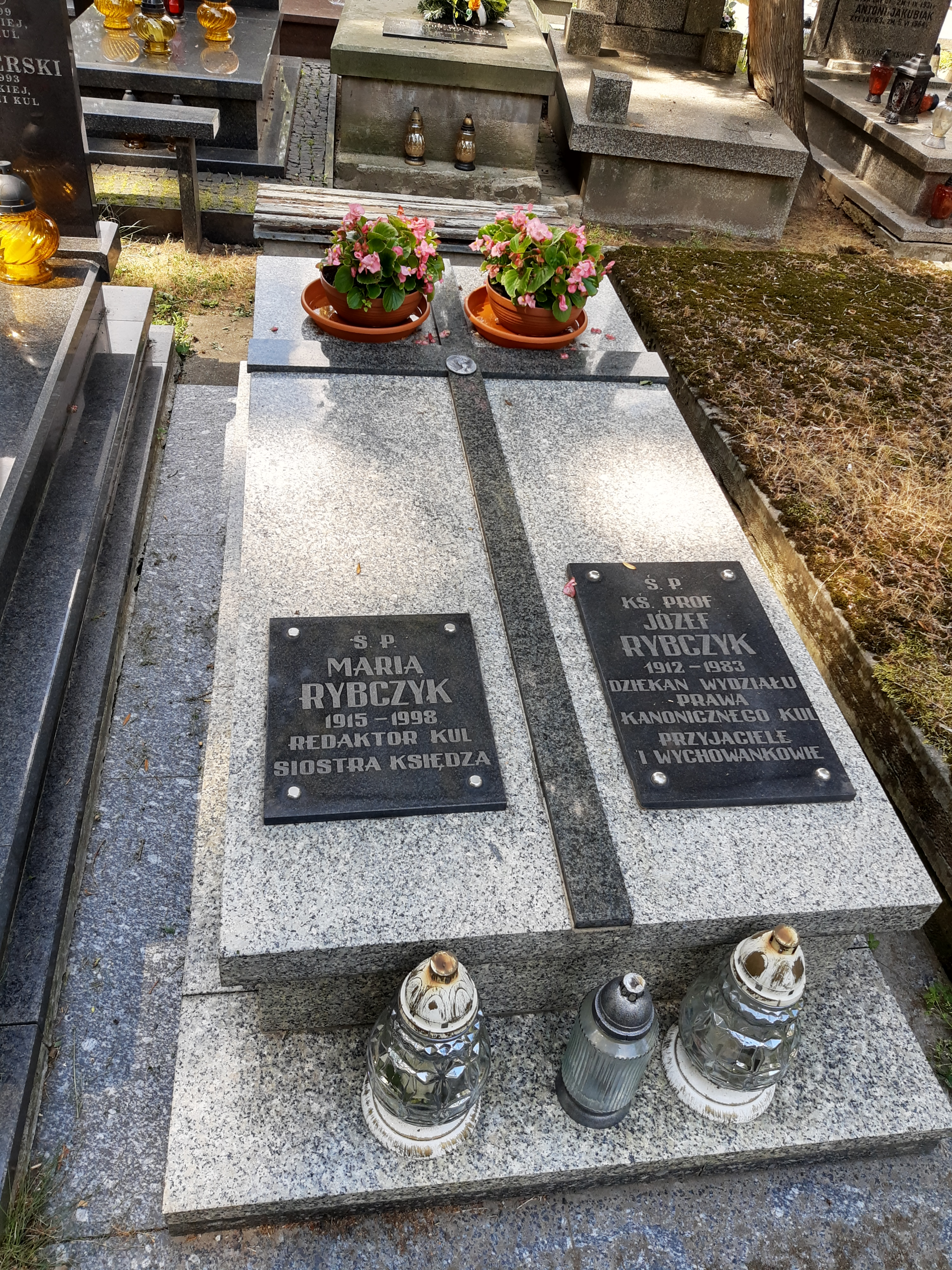
Grób ks. Józefa Rybczyka na cmentarzu przy Lipowej

## Publikacje
- „Acta Apostolicae Sedis” Rybczyk Józef tom I kol. 0061
- „Acta Sanctae Sedis” Rybczyk Józef tom I kol. 0063
- "AD NUTUM" Rybczyk Józef tom I kol. 0091